# Pacte de Biak-na-bató
El Pacte de Biak-na-Bató, signat el 14 de desembre de 1897, va ser un acord entre les faccions rebels filipines i les tropes espanyoles durant la revolució duta a terme per la societat secreta Katipunan, fundada per Andrés Bonifacio contra el govern colonial; i que va posar fi a la primera part de la seva insurrecció.

## Antecedents

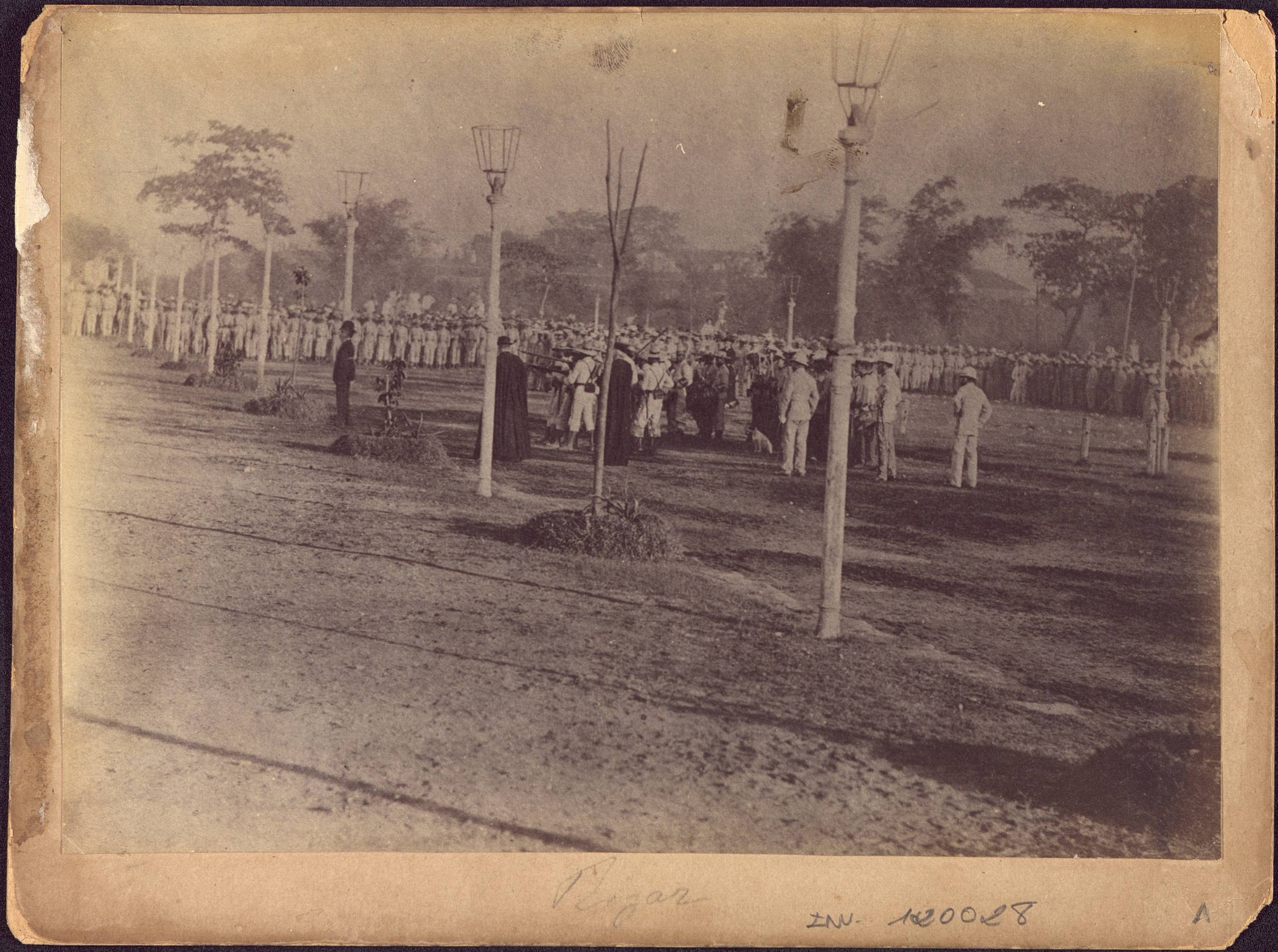
Afusellament de José Rizal.

Després de segles de dominació espanyola, l'agost de 1896, el Katipunan inicia la revolució contra el govern espanyol, amb la finalitat d'obtenir la independència. A la fi de mes, s'aixequen diverses poblacions de la Província de Cavite, declarant la independència de les Filipines. Una de les ordres d'allistament signades per Emilio Aguinaldo, va caure en mans del Governador Polític-Militar de la província, Fernando Parga, ordenant aquest al Capità General, Ramón Blanco y Erenas, que sufoqués la insurrecció.

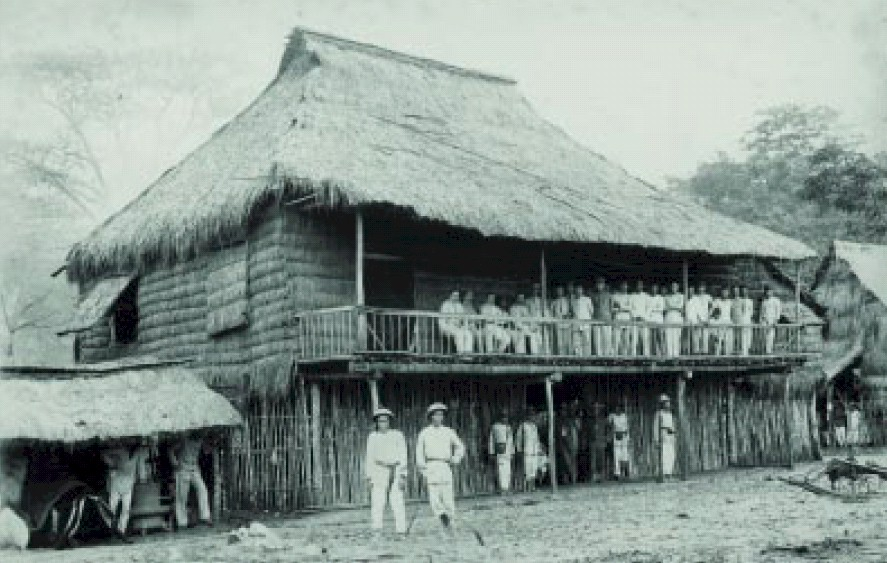
Campament d'Aguinaldo al barri de San Miguel de Mayumo, Bulacán, Biak-na-Bató.

El 30 de desembre d'aquest any, José Rizal acusat com a responsable de la revolució, per ser el president honorari del Katipunan, és afusellat, fet que lluny d'apaivagar els insurgents, els reafirma en els seus propòsits.
L'abril de 1897, Camilo Polavieja és rellevat per Fernando Primo de Rivera, general que intensifica les accions contra els rebels, obligant-los a refugiar-se a les muntanyes. El juny, Emilio Aguinaldo, instal·la el seu quartell general en la serra de Biak-na-Bató i a la fi d'any, l'increment en el reclutament a Espanya i les divisions entre els partidaris de Andrés Bonifacio i els partidaris de Aguinaldo, permeten a les tropes governamentals recuperar diverses places a la Cavite.

## Condicions del pacte

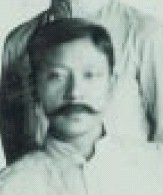
Pedro Paterno.

Durant mesos, l'advocat Pedro Alejandro Paterno, que actua com a intermediari entre les diferents parts, viatja entre Manila i Biak-na-Bató, amb la finalitat d'elaborar un acord que queda finalment per ell mateix i per Fernando Primo de Rivera, el 14 de desembre de 1897 en els següents termes:
- Aguinaldo i els líders que decidissin seguir-ho, establirien la seva residència a Hong Kong i rebrien 800.000 pesos, com a indemnització. Un primer termini de 400.000 pesos, havia de ser abonat en lliurar-se les armes de Biak-na-Bató. Els 200.000 següents, quan les armes lliurades arribessin a 800 i la resta, quan la xifra aconseguís les 1.000, després de cantar-se el Et Deum, a la catedral de Manila, en acció de gràcies.
- Tots els diners haurien de ser lliurats a Aguinaldo, que, al costat dels seus companys quedaria en completa llibertat.
- Primo de Rivera hauria d'enviar dos homes a Biak-na-Bató com a presoners, que serien alliberats en arribar Aguinaldo a Hong Kong i abonar-se el primer pagament.
- Havia d'establir-se l'autonomia en règim polític i administratiu, suprimint-se les Corporacions religioses. Primo de Rivera, es va comprometre a complir aquest punt però no es va posar per escrit, per considerar-se humiliant per al govern espanyol.

Dels pactes, Primer de Rivera només va complir amb el primer pagament, enviant una carta a Aguinaldo, per mitjà del seu nebot, Miguel Primer de Rivera, en la qual li informava que no podria tornar a les Filipines.

## Després de la signatura

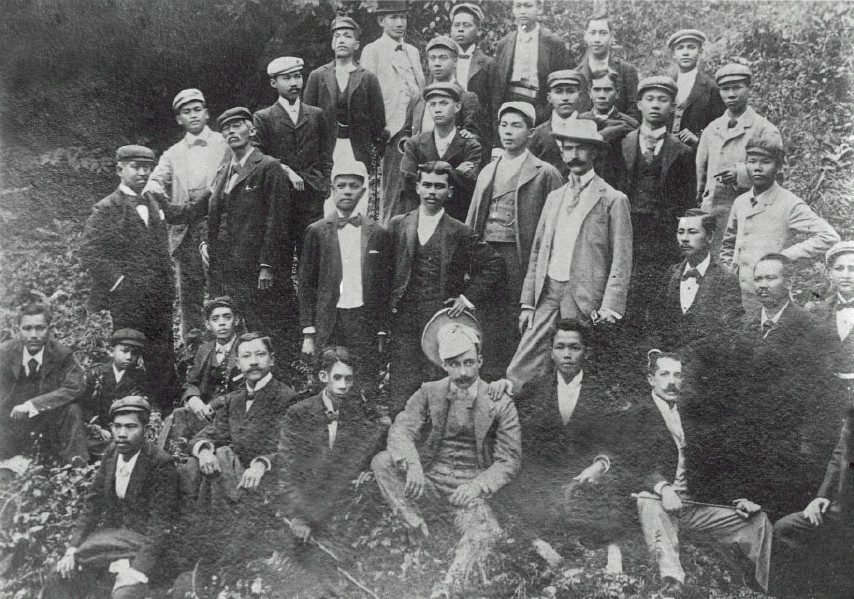
Emilio Aguinaldo, a Hong Kong, amb els seus homes.

- Isabelo Artacho part amb la convenció de pau aprovada pel Governador General el 14 de desembre.
- El dia 16 de desembre, Emilio Aguinaldo transmet les ordres de pacificació.
- Pedro Alejandro Patern surt de San Miguel de Mayumo al costat dels generals Celestino Fernández Tejeiro i Ricardo Monet, membres de l'equip del Governador General, i el seu nebot, el Tinent Coronel Miguel Primer de Rivera, el 23 de desembre.
- El 24 de desembre, la comitiva arriba a Biak-*na-*Bató i és rebuda i escortada per Isabelo Artacho i Jose Salvador Natividad al quartell general secret d'Aguinaldo, a la Cova de la Ratapinyada.
- *Aguinaldo, el 25 de desembre, parteix de Biak-*na-*Bató amb els seus homes i els ostatges cap a Lingayén, on el govern espanyol ha posat a la seva disposició un vapor de transport per portar-los a Hong Kong. A la sortida, el govern espanyol ha de lliurar a Baldomero Aguinaldo, a través de Pedro Patern, un xec a l'ordre, del Banc Hispà-Filipí, per cobrar 400.000 pesos a un banc de Hong Kong.[4]